# FIFA 2001
FIFA 2001 è un videogioco di calcio sviluppato da EA Sports e pubblicato da Electronic Arts nel novembre del 2000. È l'ottavo capitolo della serie FIFA ed è uscito su PC, PlayStation e PlayStation 2. Fu il primo videogioco della serie FIFA ad utilizzare le divise originali delle squadre di club, sebbene della stagione precedente.

## Telecronisti
I telecronisti scelti per l'edizione italiana di FIFA 2001 sono Giacomo Bulgarelli e Massimo Caputi.

## Copertina
Sulla copertina del videogioco, nella versione italiana, compare Filippo Inzaghi con la maglia della Nazionale.

## Campionati
In FIFA 2001 sono presenti 15 campionati. Essi sono:
- Pro League
- Campeonato Brasileiro Série A
- Division 1
- Fußball-Bundesliga
- Souper Ligka Ellada
- FA Premier League
- Ligat ha'Al
- Serie A
- K-League
- Eliteserien
- Eredivisie
- Primeira Divisão
- Scottish Premier League
- Primera División
- / Major League Soccer
- Allsvenskan